# Фенетол
Фенето́л, також етоксибензен, — органічна сполука, етиловий етер фенолу, з формулою C6H5 - OC2H5, відноситься до ароматичних етерів.

## Фізико-хімічні властивості
Фенетол є безбарвною чи злегка жовтою маслянистою рідиною, зі специфічним ароматичним запахом. Погано розчинний у воді, добре розчиняється в етанолі та діетиловому ефірі. З водою утворює азеотропну суміш (43 % фенетолу + 57 % води, Т кип = 97,3 ° C).
Фенетол вступає в реакції електрофільного заміщення в ароматичному ядрі: хлорується, бромується, нітрується в орто-і пара-положеннях.

## Отримання
Фенетол утворюється в результаті взаємодії натрій феноляту з етилсульфатом натрію, при нагріванні:
{\displaystyle {\mathsf {C_{6}H_{5}ONa+C_{2}H_{5}OSO_{3}Na{\xrightarrow {180^{o}C}}C_{6}H_{5}OC_{2}H_{5}+Na_{2}SO_{4}}}}
Також фенетол можна отримати алкілюванням фенолу галогеналканом (етилхлоридом або етилбромідом):
{\displaystyle {\mathsf {C_{6}H_{5}OH+C_{2}H_{5}Cl\rightarrow C_{6}H_{5}OC_{2}H_{5}+HCl}}}

## Застосування
Фенетол використовується як розчинник, а також як проміжний продукт у синтезі барвників, запашних речовин. Нітруванням фенетолу і подальшим відновленням з нього готуються фенетидин і дифенетидин, що використовуються як жарознижувальні речовини.

## Дивись також
- Анізол